# Josef Anton Barbo-Waxenstein
Josef Anton Barbo-Waxenstein (20. února 1863 Rakovnik pri Šentrupertu – 9. května nebo 11. května 1930 Novo mesto) byl rakouský politik, na počátku 20. století poslanec Říšské rady, v poválečném období poslanec rakouské Národní rady.

## Biografie
Vychodil gymnázium a vystudoval zemědělskou akademii v Mosonmagyaróváru. Působil jako c. a k. komorník v Lublani a majitel statku. Angažoval se politice jako člen německých politických stran. Byl poslancem Kraňského zemského sněmu.
Na počátku 20. století se zapojil i do celostátní politiky. Ve volbách do Říšské rady roku 1901 získal mandát v Říšské radě (celostátní zákonodárný sbor) za velkostatkářskou kurii v Kraňsku. Do parlamentu se vrátil po volbách do Říšské rady roku 1911, kdy byl zvolen za obvod Kraňsko 12. Usedl do poslanecké frakce Německý národní svaz, do které se sloučily německé konzervativně-liberální a nacionální politické proudy. Ve vídeňském parlamentu setrval až do zániku monarchie. K roku 1911 se profesně uvádí jako c. a k. komorník, člen zemského výboru a majitel statku.
V letech 1918–1919 zasedal jako poslanec Provizorního národního shromáždění Německého Rakouska (Provisorische Nationalversammlung), nyní za Německou nacionální stranu (DnP).
Jeho otcem byl politik Josef Emanuel Barbo-Waxenstein.